# 구체관절 인형
구체관절 인형(영어: ball-jointed doll, 약칭:BJD)은 관절(關節)부위를 구(球)모양으로 만들어 관절의 움직임이 자유로운 인형의 포괄적 명칭이다. 얼굴표정, 인체비례, 세부묘사등 인체와 흡사한 것이 특징이다. 팔, 다리가 자유롭게 움직이기 때문에 다양한 연출이 가능하다.

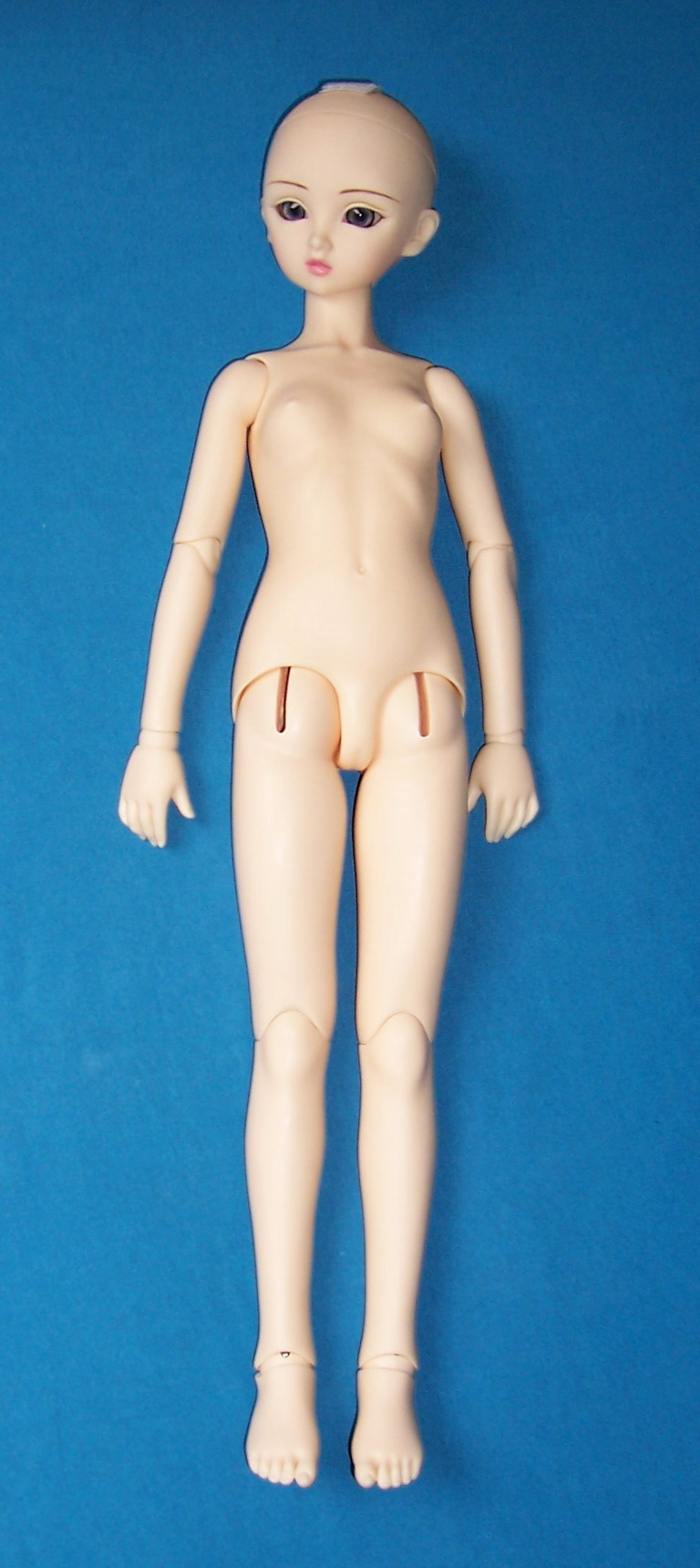
현대 구체관절 인형 브랜드 중 하나인 보크스에서 제작한 SD급 사이즈의 슈퍼 돌피. 폴리우레탄 레진으로 만들어졌고 파츠들이 텐션줄로 조립되어 있다.

 현대의 용어 사용에 있어서 구체관절 인형이나 BJD, ABJD라고 하면 보통 현대의 아시아 구체관절 인형을 말한다. 절대다수가 폴리우레탄 합성수지(polyurethane synthetic resin, 폴리우레탄 레진)를 재료로 하여 레진 캐스팅 공정으로 캐스팅되며, 파츠들은 텐션줄이라고 불리는 두꺼운 고무줄로 연결된다. 구체관절 인형은 파츠들을 연결할 때 '관절구'와 장력이 있는 고무줄인 '텐션'을 이용한 것이 핵심으로, 구체관절 인형 제작자들은 바디의 가동성을 높이기 위하여 꼭 동그란 공 모양이 아닌 여러가지 모양의 관절구를 채택하고 있다. 구체관절 인형의 조형 종류에는 리얼계 몰드, 애니계 몰드, 아니메 몰드 등이 있으며, 10cm 대의 작은 크기부터 100cm가 넘는 매우 큰 크기까지 매우 다양한 사이즈의 인형들이 존재한다. 구체관절 인형은 주로 성인(adult) 인형 애호가들을 위하여 제작된다. 구체관절 인형의 헤드와 바디를 분리 및 재조립할 수 있고 안구, 가발, 의상 등 아이템을 자유롭게 교체하거나 헤드 메이크업을 바꾸어 주는 등의 커스터마이징이 용이하도록 제작되어 오너들이 원하는 대로 꾸며줄 수가 있다.

## 역사

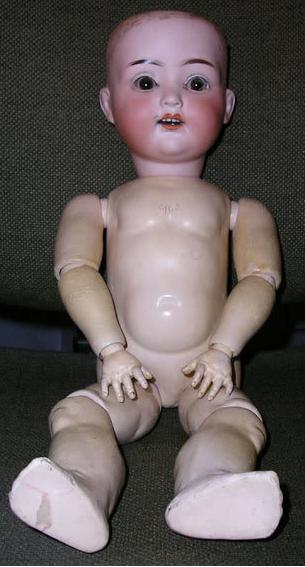
1920년대에 독일에서 제작된 비스크 인형 유물로 구체 관절을 지닌 컴포지션 바디와 비스크 재질의 헤드가 연결되어 있다.

1930년대 초현실주의 미술가 한스 벨머(Hans Bellmer)가 인체의 관절을 구체로 표현하여 만든 것을 시초로 한다. 한스 벨머는 1933년부터 등신대의 여성 인형을 만들기 시작했고 이를 소재로 강박적인 욕망을 담은 사진들을 만들어냈다. 벨머와 일본의 풍부한 인형 전통의 영향을 받아,  일본 작가들은 끈으로 연결된 구체의 관절을 가진 예술 인형을 만들기 시작하였다. 이 인형들은 전적으로 비스크로 만들어지고 매우 큰 키를 가졌다. 이런 인형은 취미로 즐기거나 수집할 수 있는 인형이라기보다는 전적으로 예술 작품으로 여겨졌다. 구체의 관절을 가지고 끈으로 연결하는 바디를 가진 이러한 인형을 1999년에 일본 기업 보크스에서 처음 상업화하고 대중화하여 만든 것이 현대 구체관절 인형의 시초라고 할 수 있으며, 보크스에서 슈퍼돌피라는 브랜드명으로 최초로 상업화되고 대중화된 현대 구체관절 인형을 개발함으로써 취미로서 수집할 수 있는 현대 구체관절 인형 시장이 열리게 되었다. 그 이후 한국에는 대략적으로 2000년대 초반부터, 그리고 중국에는 2000년대 중반부터 많은 구체관절 인형 사업체들과 작가들이 생겨나기 시작하여 오늘날에 이르고 있다. 구체관절 인형은 성인(adult) 인형 애호가들을 위해 개발된 고가의 수집형 인형이다.

## 현대의 구체관절 인형

### 간단한 특징
구체관절 인형은 보통 팔, 다리, 손, 발, 바디, 헤드 등의 파츠로 구성되며, 사람형 구체관절 인형 기준으로 목, 양쪽 어깨, 양쪽 팔꿈치, 양쪽 손목, 양쪽 허벅지 관절, 양쪽 무릎 관절, 양쪽 발목 관절 이렇게 13개인 경우가 일반적이다. 이때 일반다리가 아닌 힐다리를 사용한다면 발목 관절이 없어지게 되므로 11개가 된다. 바디 구조에 따라 상반신이 분할되어 있는 경우도 있고 그렇지 않은 경우도 있다. 여러 개의 부속들을 조합하여 가동성을 향상시키기 위한 것으로 S자 고리(혹은 O링 등)와 텐션줄(장력줄)을 사용한다. 텐션줄은 고리와 매듭으로 각각의 부위들을 연결하고, 줄의 장력으로 구체관절 인형의 자세를 조정할 수 있다.  구체관절 인형의 사이즈는 10cm 대의 작은 것부터 1m가 넘는 아주 큰 것까지 매우 다양하며, 인간형 구체관절 인형 외에도 축생이라고 불리는 동물 구체관절 인형, 판타지 컨셉의 구체관절 인형 등 다양한 구체관절 인형들이 제작되어 판매되고 있다. 아울러 구체관절 인형은 오너들이 원하는 대로 자유롭게 꾸며주는 것이 용이하도록 제작된 인형이다.

### 구체관절 인형의 재질과 가격대
구체관절 인형은 높은 연령대의 인형 애호가들을 위해 제작되며, 소재는 주로 우레탄 또는 레진이라고 줄여서 부르는 단단하고 밀도 높은 플라스틱인 폴리우레탄 레진으로 만들어진다. 최근에는 색변 현상이 폴리우레탄 레진보다 더디고 가격이 일반 폴리우레탄 레진 재질의 인형에 비해 저렴한 ABS재질로도 만들어지기도 하지만 그 수는 매우 적으며, 100%에 가까운 절대다수의 구체관절 인형은 폴리우레탄 레진으로 만들어진다고 보면 맞다. ABS 재질은 폴리우레탄 레진 재질의 인형보다는 내구성이 떨어진다. 폴리우레탄 레진으로 만들어지는 구체관절 인형은 레진 캐스팅이라는 제작 공정으로 만들어지는데, 이 공정이 100% 수작업으로 진행되고 레진 캐스팅이라는 제작 공정의 특성상 대량 생산이 불가능하여 소량 생산만이 가능하며 즉 수작업 소량생산으로 진행되며, 폴리우레탄 레진이라는 재료 자체도 비싼 재료이기 때문에 제작 단가가 높아질 수밖에 없기 때문에 구체관절 인형은 대체로 판매 가격대가 높다.

### 구체관절 인형의 관절 구조

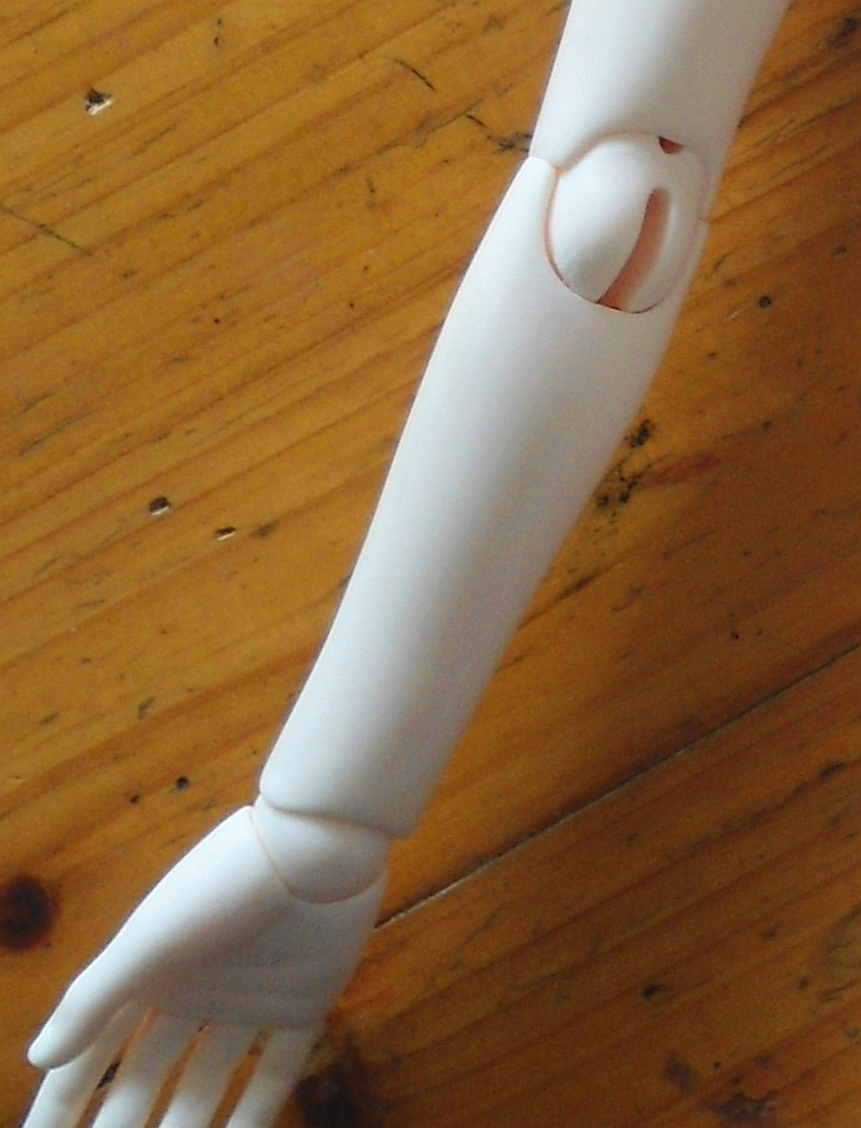
팔꿈치 이중관절을 가진 구체관절 인형 팔 파츠의 모습

구체관절 인형의 관절 종류는 단관절(single joint)과 이중관절(double joint) 두 가지이다. 단관절은 한 번 밖에 꺾을 수 없어 포징에 한계가 많고, 이중관절은 두 번 꺾을 수 있어 포징 범위가 더 넓어지고 가동 범위가 넓어져 가동성이 더 좋아진다. 팔꿈치 관절과 무릎 관절이 어떤 관절이냐에 따라 가동성의 좋고 나쁨에 많은 영향을 끼치는데, 팔꿈치 관절이나 무릎 관절이 단관절이면 한 번만 꺾을 수 있어 포징에 한계가 매우 많지만, 이중관절일 경우 팔다리를 두 번 꺾을 수 있어 꽃받침, 무릎 꿇기, 스와릿꼬 자세 등 단관절일 경우 불가능한 자세들이 가능해지게 된다. 그래서 단관절 바디로 바디를 처음 발매했던 회사들이 이중관절 바디로 관절을 리뉴얼해서 재발매하는 경우가 많다. 종종 삼중관절이라고 일컬어지는 것은 사실 이중관절이라고 칭해야 맞다.
이중관절(Double-joint): 단관절구 두개가 위아래로 이중으로 붙어있는 것 같은 모양으로 관절구와 팔다리 파츠가 완전히 분리되어 있어서 두 번 접는 것이 가능하고 단관절에 비해 포징이 다양해지고 가동범위가 넓어진다.
단관절(Single-joint): 절대다수가 단일관절구 하나가 팔다리 파츠 한쪽과 붙어 있는 구조로 되어 있다. 한쪽과 붙어 있기 때문에 90도 정도로밖에 한 번밖에 꺾을 수 없다.
매우 드문 경우로 단관절인데 파츠와 완전히 분리되어 있는 경우가 드물게 있으나 대부분은 위에 언급한 바와 같이 단관절은 파츠 한쪽과 관절구가 붙어 있는 경우가 일반적이다.

### 소비자의 커스터마이징
구체관절 인형은 소비자의 기호에 맞추어 장식하는 것이 용이하게 제작되어 안구, 가발, 메이크업, 손파츠 등을 자유로이 바꾸어 줄 수 있으며, 의상을 갈아입히는 것도 가능하다. 특정 회사의 헤드를 다른 회사의 바디와 호환할 수도 있고, 심지어는 사포로 몰드를 갈아내거나 에폭시 퍼티를 사용하여 몰드를 커스텀하는 사용자들도 있다.
아울러 상술한 바와 같이 구체관절 인형은 오너가 원하는 대로 꾸며줄 수 있도록, 즉 커스터마이징이 용이하도록 제작되는 인형이며, 구매자의 취향에 알맞게 인형을 꾸밀 수 있도록 그 물품과 종류 또한 다양하다.

#### 안구

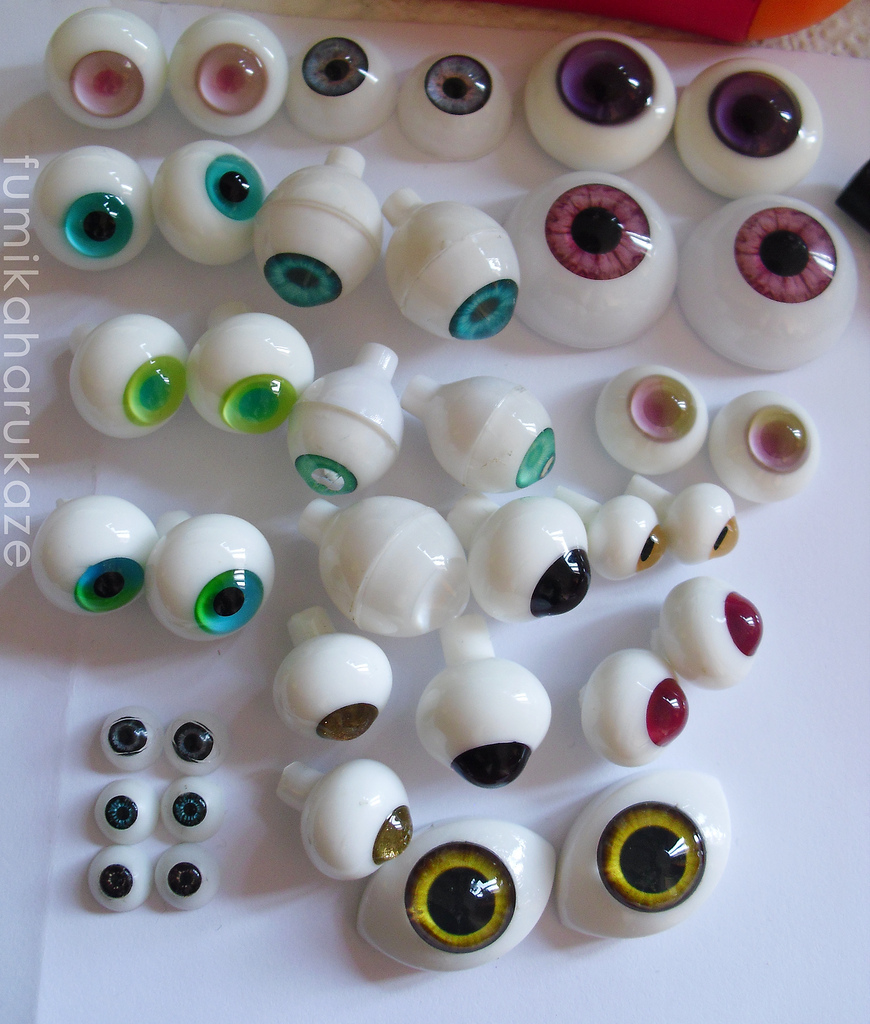
구체관절 인형을 위한 안구

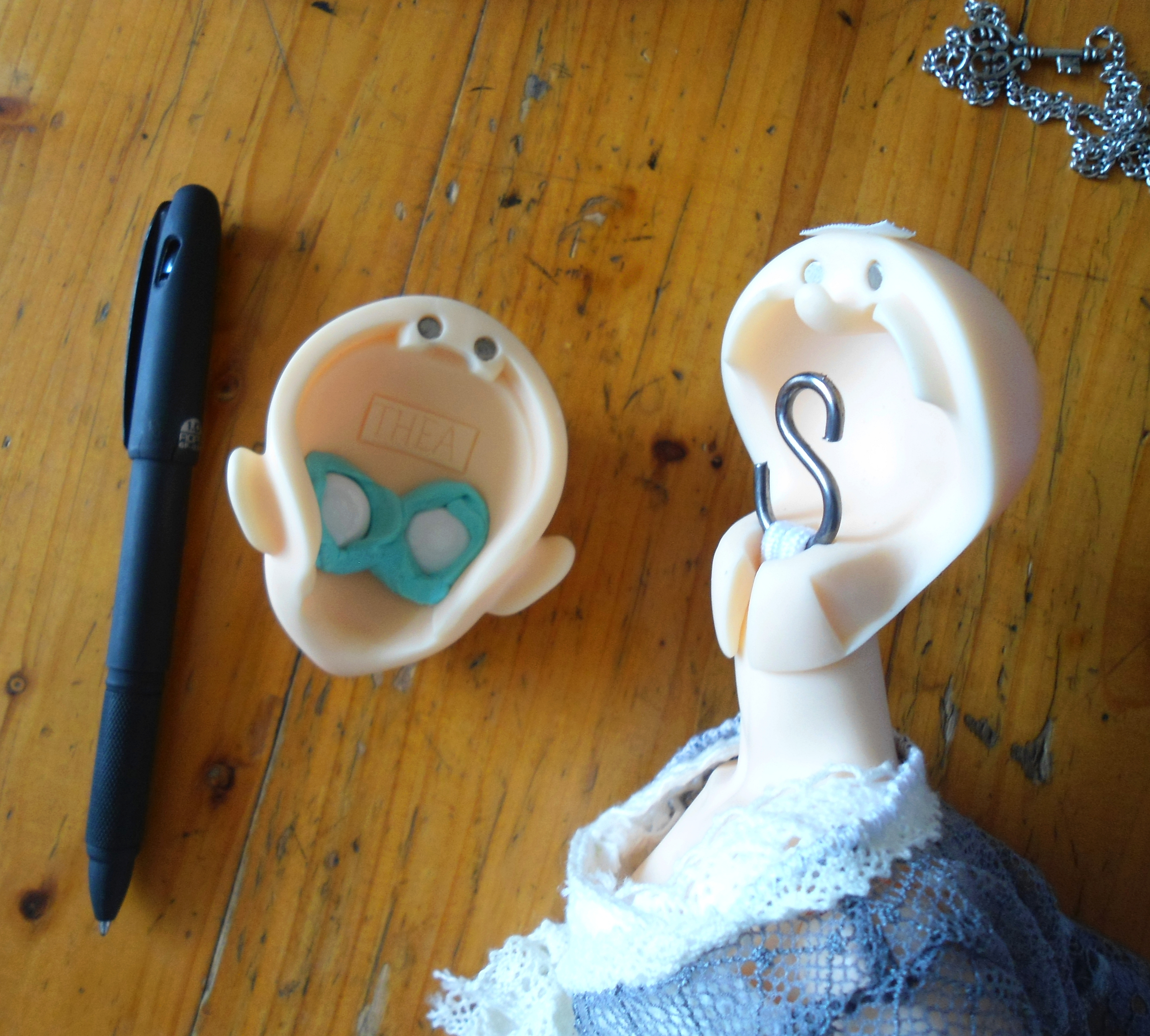
안구 부착용 점토를 사용하여 안구를 부착한 모습.

헤드 내부에  스컬피나 블루택 등의 안구 부착용 점토로 착용하며 안구 제작에 사용되는 재료는 아크릴, 유리, 레진 등으로 다양하다. 레진으로 만들 경우 UV레진이나 크리스탈 레진, 구체관절 인형과 동일한 재료인 폴리우레탄 레진 등 다양한 종류의 레진을 사용하여 제작한다. 인형의 크기나 헤드 조형 및 내부 구조에 따라 호환할 수 있는 안구의 크기도 각기 다르다. 안구 지름은 8mm의 작은 크기부터 20mm 이상의 큰 크기까지 다양하며, 각 사이즈에서 홍채의 크기에 따라 정사이즈, 네로우 등으로 다시 구분되기도 한다. 일반 몰드에 어울리는 스타일의 안구나 아니메 몰드에 어울리는 스타일의 안구 등 여러 종류의 안구들이 존재한다. 온라인 쇼핑몰 등에서 안구 제작용 세트를 팔기도 하여 직접 안구를 제작할 수도 있다.

#### 가발
구체관절 인형은 가발 또한 원하는 스타일의 것으로 자유롭게 교체가 가능하다. 모헤어 재질, 고열사 재질 등 여러 종류의 가발을 사용할 수 있는데, 각자 장단점이 있으므로 각자의 취향에 따라 결정하는 것이 좋다.

#### 메이크업
구체관절 인형도 헤드에 메이크업을 해 주며, 메이크업을 어떻게 하느냐에 따라서도 인형의 분위기가 달라지기도 한다. 아니메 스타일의 메이크업이나 리얼계 메이크업 등 여러 종류의 헤드 메이크업이 있다. 메이크업을 위한 재료는 파스텔, 아크릴 물감, 붓, 코팅제, 에나멜, 유광바니쉬 등이 쓰인다. 주근깨나 입술 주름 따위의 피부 표현과 언더 속눈썹, 볼터치 쉐딩 등 모든 것을 구체관절 인형 헤드 메이크업 작가가 손으로 직접 그리고 칠하며, 윗 속눈썹은 사람이 쓰는 것과 똑같이 생긴 속눈썹을 붙여주기도 한다. 구체관절 인형의 헤드 메이크업은 모든 것을 손으로 직접 해야 하기에 퀄리티가 높은 메이크업을 위해서는 매우 높은 전문적인 기술이 요구된다. 메이크업 완성까지 걸리는 시간과 가격, 품질 등은 샵에 따라 천차만별이며, 섬세한 메이크업을 원한다면 전문가에게 맡기는 것이 좋다.
구체관절 인형 헤드 메이크업은 사람 얼굴에 하는 화장과는 다르며, 사람용 화장품을 구체관절 인형 헤드 메이크업에 사용해서는 절대 안 된다.

### 사이즈에 따른 분류
일반적으로는 이렇게 구분한다.
70cm, 75cm급
- 70cm, 75cm급은 일반적인 SD급과는 다른 클래스로 구분하는 것이 일반적이다.

1/3 스케일
- SD9~SD17(55~65cm)[11][12]
- SD급 내에서도 세부적인 사이즈에 따라 SD9(해외에서는 SD10이라고도 함), SD13, SD16, SD17급 등으로 세분화가 되어 있다.
- 이 중 SD16세급은 여아 바디만 나오고 SD17세급은 남아 바디만 나온다. 루츠의 시니어65델프 여아 바디나 드리밍돌의 퀸엘바 바디 같이 SD16세급 여아 바디보다 살짝 큰 여아 바디도 있는데 이것은 65급 여아 바디 등으로 칭하지 SD17급 여아 바디라고 하지는 않는다.

1/4 스케일
- MSD(40~43cm)[13]: 일반적인 MSD급, SD의 비율을 가진 MSD급인 유노아급[14][15][16]으로 나뉜다.
- 롱MSD(45cm): MSD급보다 살짝 키가 큰 45cm 정도의 키를 가졌다.
- 홀리데이급: 통통하고 짧은 MSD급 바디에 SD급 헤드가 올라가는 인형. 로젠리트의 홀리데이 인형들로 본격적으로 대중화되어 이러한 체급을 일컫는 명칭이 아예 홀리데이급이 됐다.[17]

1/5 스케일
- 바니바니의 바니35, 미아돌 코이 바디, 이플하우스 K.I.D. 등 35cm의 체급을 가진 인형. 롱유딩과는 바디 비율이 달라서 따로 전용 사이즈로 나온 의상을 입혀야 한다.

1/6 스케일
- USD(26cm)[18]: 가장 일반적인 USD급 사이즈이다.
- 숏USD(21cm)
- 롱USD(31cm)
- 구체관절육일인형: 키는 USD와 비슷하지만 상세사이즈나 바디 비율이 USD와는 다르다.

1/8 스케일
- 포켓(16cm)
- 롱포켓(19cm)

이 외에도 100cm가 넘는 크기의 인형이나 10cm 이하의 매우 작은 인형 등 여러 가지 사이즈가 존재한다.

## 불법 복제 구체관절 인형
불법 복제 구체관절 인형은 정품 구체관절 인형을 가져다가 불법으로 복제해서 싸게 파는 인형이다. 불법 복제는 저작권이 존재하는 타인의 저작물을 훔쳐다가 멋대로 카피하는 저작권 침해 행위이며 정품 구체관절 인형 업체와 정품 구체관절 인형 제작자들에게 피해를 입히고 더 나아가 인형계 자체에도 나쁜 영향만을 끼치는 악한 행위이므로 불법 복제 구체관절 인형을 구매하는 것은 절대적으로 지양해야 한다. 구체관절 인형은 특성상 가격대가 높을 수밖에 없는 인형인데도 이를 이해하려고 하지 않고 가격이 싸다는 이유로 불법 복제 가품 인형을 구매하는 것은 잘못된 태도이며 반드시 지양해야 할 태도이다. 불법 복제 구체관절 인형은 지마켓, 쿠팡 등 여러 인터넷 쇼핑몰에서 판매하고 있으며 품질 인증을 받지 않은 품질이 나쁜 레진을 사용하여 건강에 해롭다. 구글 등에서 구체관절 인형 관련 내용으로 검색하면 알리익스프레스에서 판매한다는 구체관절 인형 판매 페이지가 꼭 같이 뜨는데, 알리익스프레스에서 판매하는 폴리우레탄 레진 재질의 구체관절 인형은 100% 불법 복제 가품 인형이라고 보면 된다. 불법 복제 구체관절 인형의 메이크업은 잘 까지며 정품이 아니므로 다시 A/S를 보낼 수 없다. 구체관절 인형 메이크업 샵 운영자들도 불법 복제 가품 인형은 절대 받지 않으며, 불법 복제 가품 인형을 구입하면 소비자 피해 구제도 받기 어렵다. 요즘에는 헤드 내부에 붙어 있는 플레이트와 정품 인증서까지 불법 복제하는 경우가 많으며, 정품의 사진을 도용하여 정품이라고 속여서 판매하는 경우가 많아 각별한 주의가 요구된다. 불법 복제 가품 인형을 사면 정품 구체관절 인형 구매자가 받을 수 있는 사후서비스 등의 혜택을 받지 못한다. 정품의 경우 텐션줄, 헤드 자석 교체를 할 수 있지만 불법복제 구체관절 인형은 이러한 서비스를 받을 수 없다. 이러한 불법복제 구체관절 인형은 인터넷에 검색하면 네이버, 쿠팡 등 다양한 곳에서 볼 수 있다. 불법 복제 가품 인형을 피하기 위해서는 오픈 마켓에서 구체관절 인형이라며 파는 것들은 절대 사면 안 되고 공식 홈페이지와 공식 딜러 사이트에서 구매해야 한다.

## 관절인형과의 다른 점
구체관절 인형과 관절인형은 엄연히 다르다. 구체관절 인형은 대부분 우레탄으로 만들어지고 관절이 텐션줄로 연결이 되어있으며, 안구, 가발, 헤드 교체가 가능하지만, 관절인형은 구체관절 인형과는 재료도 다르고 텐션줄로 연결되어 있지도 않고 옷과 메이크업만 할 수 있다. 그리고 관절인형은 정품을 불법으로 카피해서 만든 불법복제품인 경우가 있을 수도 있다.

## 같이 보기
- 인형
- 돌프리마켓
- 보크스